# Luidia armata
Luidia armata är en sjöstjärneart som beskrevs av Ludwig 1905. Luidia armata ingår i släktet Luidia och familjen sprödsjöstjärnor. Inga underarter finns listade i Catalogue of Life.